# Obersynderstedt
Obersynderstedt ist ein Ortsteil der Stadt Blankenhain im Landkreis Weimarer Land in Thüringen.

## Geografie

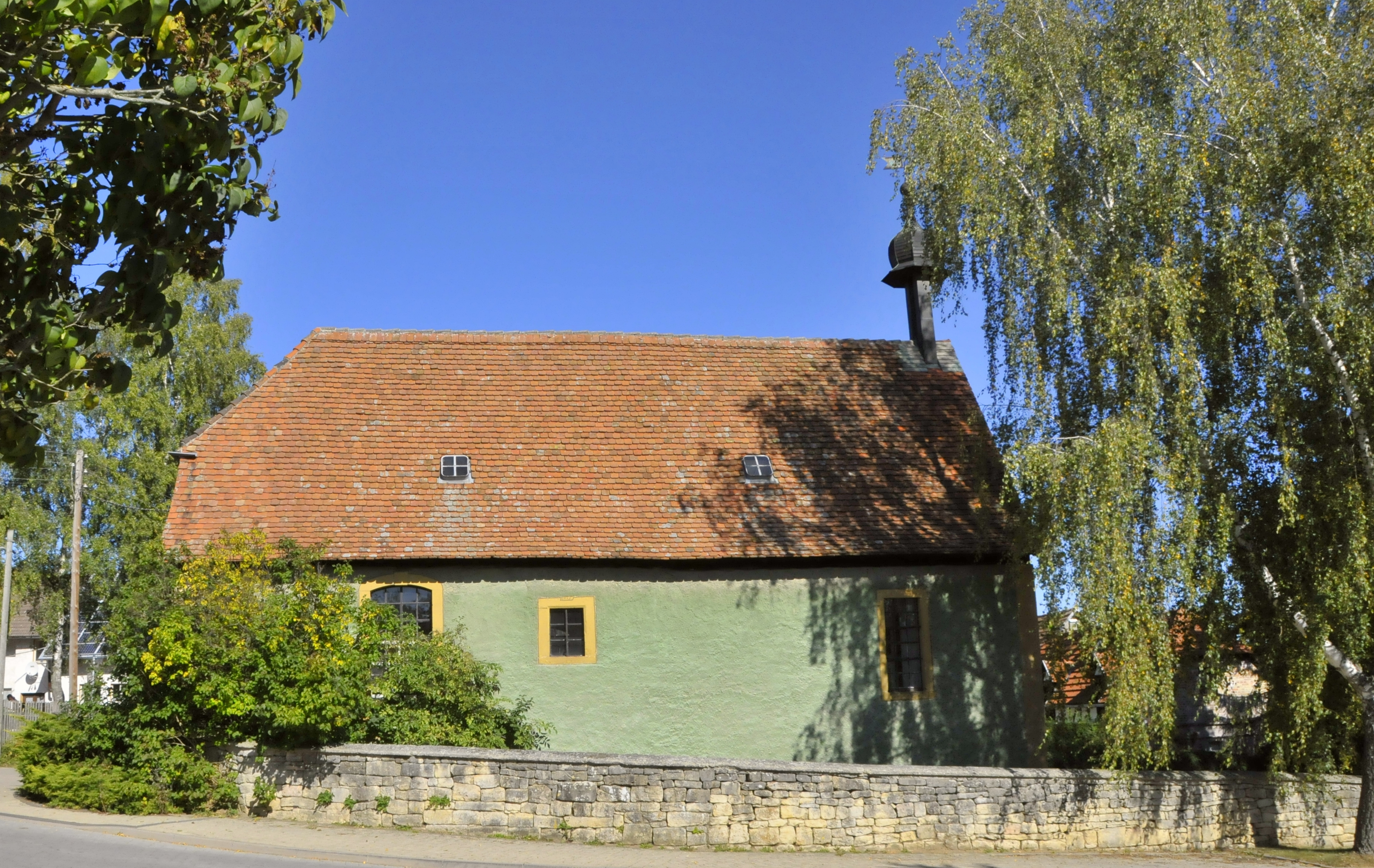
Kirche in Obersynderstedt

Die Landesstraße 1060 führt östlich am Dorfende von Apolda kommend nach Rudolstadt vorbei. Blankenhain ist vom Ort nur fünf Kilometer entfernt. Zur Bundesautobahn 4 mit der Anschlussstelle Magdala sind es ca. zehn Kilometer. Die Flur ist stark kupiert. Südöstlich bis südwestlich zieht sich eine bewaldete Anhöhe in der Flur entlang. Durch das Tal fließt die Magdel, deren Ufer meist mit Sträuchern und Bäumen bewachsen sind.

## Geschichte
Die fränkische Siedlung wurde am 24. Juni 1227 urkundlich ersterwähnt. Die Ansiedlung soll wohl zwischen dem 6. und 8. Jahrhundert erfolgt sein. Bei Ausgrabungen fand man fränkische Grabkreuze und Fruchtbarkeitssymbole aus vorfränkischer Zeit. Auf der Wache über dem Dorfe hat man einst kultische Feuer bewacht. Die Besitzverhältnisse wechselten für das Dorf oft. Die Landwirtschaft prägte einst und jetzt noch den Ort.
Am 1. Juli 1950 wurde Obersynderstedt in die Gemeinde Loßnitz eingegliedert.

## Kirche
Bei Ausgrabungen im Inneren der Kirche fand man zwei kleine fränkische Grabkreuze sogenannte „Krähenfüße“ sowie beim Verputzen der Nordseite eine sehr alte Ritzzeichnung, die ein heidnisches Fruchtbarkeitssymbol aus vorfränkischer Zeit darstellt. Die Christen haben später ein Kreuz eingemeißelt und es somit „christianisiert“. Die Kirche gehörte zur Pfarrei Niedersynderstedt. In der Kirche findet man eine alte Inschrift in einem Fenster der Südseite mit der Jahreszahl 1605. Die Glocken sind aus dem Jahr 1454. Der Kirchenbau erhielt seine heutige Gestalt 1709 bis 1712 durch einen barocken Umbau und letztlich durch eine umfassende Restaurierung in den Jahren 1981 bis 1982.